# Kalojanovo (Plovdiv)
Kalojanovo (Bulgaars: Калояново) is een dorp en een gemeente in Bulgarije in de  oblast Plovdiv. Kalojanovo ligt ongeveer 24 km ten noorden van het regionale centrum  Plovdiv.

## Geografie
De gemeente Kalojanovo is gelegen in het centrale deel van de oblast Plovdiv.  Met een oppervlakte van 347,452 km2 is het op de zevende van de 18 gemeenten van de oblast en omvat het 5,8% van het grondgebied. De grenzen zijn als volgt:
- in het noorden - gemeente Karlovo;
- in het oosten - gemeente Brezovo;
- in het zuidoosten - gemeente Rakovski;
- in het zuiden - gemeente Maritsa;
- in het zuidwesten - gemeente Saedinenie;
- in het noordwesten - gemeente Chisarja.

## Geschiedenis
Tot 1934 heette het dorp Seldzjikovo (Селджиково).

## Bevolking
Op 31 december 2020 telde het dorp Kalojanovo 2.476 inwoners, terwijl de gemeente Kalojanovo 11.157 inwoners had.

### Religie
De laatste volkstelling werd uitgevoerd in februari 2011 en was optioneel. Van de 11.879 inwoners reageerden er 11.198 op de volkstelling. Van deze 11.198 ondervraagden waren er 7.295 lid van de Bulgaars-Orthodoxe Kerk, oftewel 65,1% van de bevolking. Verder werden er 2.630 katholieken geteld, oftewel 23,5% van de bevolking. De rest van de bevolking had een andere geloofsovertuiging of was niet religieus. 
| Religieuze samenstelling in februari 2011 | Religieuze samenstelling in februari 2011 | Religieuze samenstelling in februari 2011 | Religieuze samenstelling in februari 2011 | Religieuze samenstelling in februari 2011 |
| ----------------------------------------- | ----------------------------------------- | ----------------------------------------- | ----------------------------------------- | ----------------------------------------- |
|                                           |                                           |                                           |                                           |                                           |
| Bulgaars-Orthodoxe Kerk                   | Bulgaars-Orthodoxe Kerk                   |                                           | 65,14%                                    | 65,14%                                    |
| Katholieke Kerk                           | Katholieke Kerk                           |                                           | 23,49%                                    | 23,49%                                    |
| Protestantisme                            | Protestantisme                            |                                           | 0,41%                                     | 0,41%                                     |
| Islam                                     | Islam                                     |                                           | 5,80%                                     | 5,80%                                     |
| Geen                                      | Geen                                      |                                           | 2,66%                                     | 2,66%                                     |
| Anders/ Onbekend                          | Anders/ Onbekend                          |                                           | 2,50%                                     | 2,50%                                     |

## Kernen
De gemeente Kalojanovo bestaat uit de onderstaande 15 dorpen.
- Kalojanovo (hoofdplaats)
- Begovo
- Tsjernozemen
- Glavatar
- Gorna Machala
- Dolna Machala
- Doevanlii
- Dalgo Pole
- Ivan Vazovo
- Otets Paisievo
- Pesnopoj
- Razjevo
- Razjevo Konare
- Soechozem
- Zjitnitsa

Asenovgrad - Brezovo - Kalojanovo - Karlovo - Chisarja - Koeklen - Kritsjim - Laki - Maritsa - Parvomaï - Peroesjtitsa - Plovdiv - Rakovski - Rodopi - Sadovo - Saedinenie - Sopot - Stamboliïski